# 신포급 잠수함
신포급 잠수함 조선인민군 해군의 신형 잠수함이다. 고래급 잠수함이라고도 한다.

## 러시아
구소련 당시 SLBM을 발사할 수 있는 디젤 잠수함은 줄루급 잠수함, 골프급 잠수함이 있다.
1956년 소련은 수상배수량 1875톤, 수중배수량 2387톤인 줄루급 잠수함 26척 중에서 6척을 개조하여 길이 11.25 m인 스커드 미사일 2발을 탑재했다. 세계 최초의 SLBM 잠수함이다.
2016년 현재 러시아의 최신형 디젤 잠수함은 아무르급 잠수함이다. 수상배수량 950톤, 수중배수량 1300톤인 아무르 950 모델은 길이 8.4 m인 브라모스 순항미사일 10발을 탑재하는 VLS를 장착한다. 북한의 KN-11 SLBM은 길이 8.9 m로 알려져 있다.
신포급 잠수함은 길이 67 m에 수상배수량이 2,500톤이나 된다고 뉴스 등에서 보도되고 있지만, 전세계 디젤 잠수함의 역사에서, 길이가 그정도 하는 경우에는 수상배수량 천톤급, 수중배수량이 2천톤급 정도인 것이 보통이다. 길이 65 m인 손원일급 잠수함도 수상배수량 1,700톤, 수중배수량 1,860톤이다.

## 흘수
신포급 잠수함의 흘수가 7 m 정도 되면, 길이 8.9 m인 KN-11 미사일을 동체 부분에 탑재할 수 있다. 그러나 뉴스에서는 골프급 잠수함처럼 신포급 잠수함 함교에 1문의 VLS를 탑재하고 있을 것이라고 보도되고 있다. 흘수가 7 m인 경우 함교까지 높이는 14 m 정도 된다. 사거리 12,000 km인 미국의 UGM-133 트라이던트 II도 길이가 13.5 m 밖에 안된다.
- 신포급 잠수함, 배수량 2천톤, SLBM 1발, 북극성 3호
- 신포C급 잠수함, 배수량 3천톤, SLBM 3발, 북극성 3호
- 북한 4천톤급 잠수함, 배수량 4천톤, SLBM 6발, 북극성 3호

## 같이 보기
- 북한 3천톤급 잠수함